# Secrétaire à la Sécurité intérieure des États-Unis
Le secrétaire à la Sécurité intérieure des États-Unis (en anglais : United States Secretary of Homeland Security) est un membre du cabinet du président américain et le chef du département de la Sécurité intérieure des États-Unis, département chargé d'organiser et d'assurer la sécurité intérieure du pays.

## Création
À la suite des attentats du 11 septembre 2001, un poste d'assistant du président, chargé du bureau à la Sécurité intérieure est créé avant de devenir en janvier 2003 secrétaire à la Sécurité intérieure. Le nouveau département est au départ formé avec des composantes d'autres départements, concernés par la sécurité intérieure, comme la Garde côtière des États-Unis ou l'Agence fédérale des situations d'urgence (FEMA). Néanmoins, ce département ne contrôle ni le FBI, ni la CIA.

## Ordre de succession présidentielle
Traditionnellement, la position dans l'ordre de succession présidentielle des États-Unis est déterminée (après le vice-président, le Speaker de la Chambre et le président pro tempore du Sénat) par ordre de création des fonctions du Cabinet présidentiel et ce, au titre du Code des États-Unis, Titre 3.
Le 9 mars 2006, le président Bush signe le renouvellement du USA PATRIOT Act et amende la loi de succession présidentielle (Presidential Succession Act) pour inclure le secrétaire à la Sécurité intérieure dans la ligne de succession avec le secrétaire aux Anciens combattants (§ 503). Lors du 109e congrès, une loi est proposée pour placer le secrétaire à la Sécurité intérieure juste après le procureur général dans l'ordre de succession, mais le projet de loi expire à la fin de la session et n'est pas représenté.

## Liste des secrétaires à la Sécurité intérieure
De 2001 à 2003, le Bureau à la Sécurité intérieure est dirigé par Tom Ridge, qui devient dès lors le premier titulaire responsable du nouveau département.
| N° | Nom | Nom                             | Période                            | Présidence | Présidence     |
| -- | --- | ------------------------------- | ---------------------------------- | ---------- | -------------- |
| 1  |     | Tom Ridge                       | 24 janvier 2003 – 1er février 2005 |            | George W. Bush |
| -  |     | James Loy (en) (intérim)        | 1er – 15 février 2005              |            | George W. Bush |
| 2  |     | Michael Chertoff                | 15 février 2005 – 20 janvier 2009  |            | George W. Bush |
| 3  |     | Janet Napolitano                | 21 janvier 2009 – 6 septembre 2013 |            | Barack Obama   |
| -  |     | Rand Beers (en) (intérim)       | 6 septembre – 23 décembre 2013     |            | Barack Obama   |
| 4  |     | Jeh Johnson                     | 23 décembre 2013 – 20 janvier 2017 |            | Barack Obama   |
| 5  |     | John F. Kelly                   | 20 janvier – 28 juillet 2017       |            | Donald Trump   |
| -  |     | Elaine Duke (intérim)           | 28 juillet – 6 décembre 2017       |            | Donald Trump   |
| 6  |     | Kirstjen Nielsen                | 6 décembre 2017 – 10 avril 2019    |            | Donald Trump   |
| -  |     | Kevin McAleenan (intérim)       | 10 avril – 11 novembre 2019        |            | Donald Trump   |
| -  |     | Chad Wolf (intérim)             | 13 novembre 2019 - 11 janvier 2021 |            | Donald Trump   |
| -  |     | Peter Gaynor (intérim)          | 11 - 20 janvier 2021               |            | Donald Trump   |
| -  |     | David Peskoske (intérim)        | 20 janvier - 2 février 2021        |            | Joe Biden      |
| 7  |     | Alejandro Mayorkas              | 2 février 2021 – 20 janvier 2025   |            | Joe Biden      |
| -  |     | Benjamine Huffman (en)(intérim) | 20 – 25 janvier 2025               |            | Donald Trump   |
| 8  |     | Kristi Noem                     | Depuis le 25 janvier 2025          |            | Donald Trump   |